# Ameriški Bosanci
Ameriški Bosanci so Američani, katerih predniki izvirajo iz Bosne in Hercegovine. Velika večina bosanskih Američanov se je priselila v Združene države Amerike med državljansko vojno v Bosni in po njej, ki je trajala od leta 1992 do 1995. Kljub temu se je veliko Bosancev priselilo v ZDA že v 19. stoletju. Največjo bosansko-ameriško populacijo je mogoče najti v St. Louisu v Missouriju, ki se ponaša z največjim številom Bosancev na svetu zunaj Evrope. 
Medtem, ko uradna poročila o popisu iz leta 2010 kažejo, da je v ZDA živelo 125.793 bosanskih Američanov, se ocenjuje, da od leta 2020 v državi živi približno 300.000 do 350.000 Američanov polnega ali delnega bosanskega porekla.